# Moivrons
Moivrons est une commune française située dans le département de Meurthe-et-Moselle, en région Grand Est.

## Géographie
Le village de Moivrons se situe en Meurthe-et-Moselle, à une quinzaine de kilomètres au nord-est de Nancy. Il se situe à 245 mètres d'altitude. Coordonnées géographiques 48° 49' 24 nord, 6° 14' 56 est.
|        | Jeandelaincourt      | Arraye-et-Han |
| Sivry  | Moivrons             |               |
| Bratte | Villers-lès-Moivrons | Armaucourt    |

### Hydrographie
La commune est dans le bassin versant du Rhin au sein du bassin Rhin-Meuse. Elle est drainée par le ruisseau de Chanteraine et le ruisseau de la Messe,.

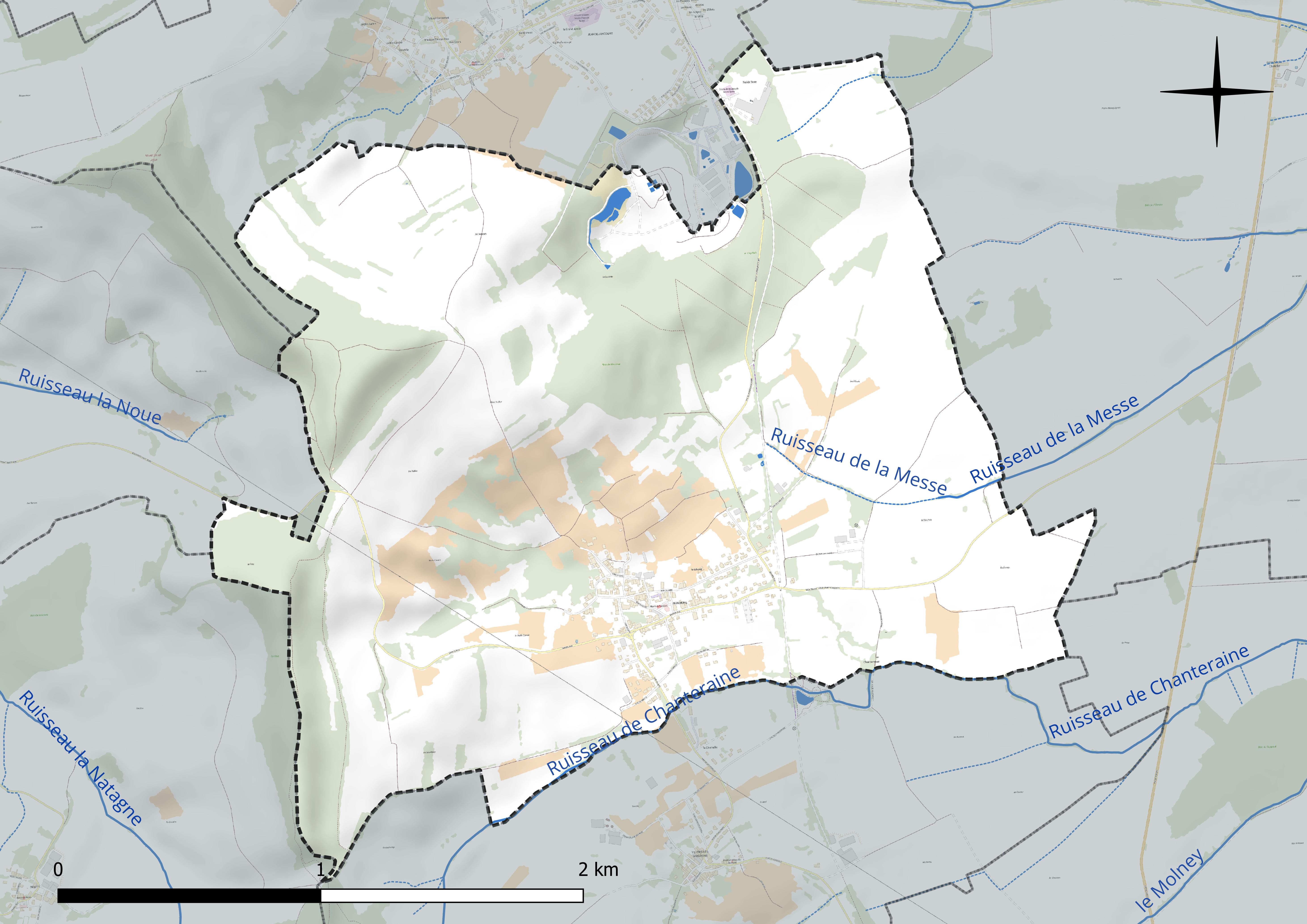
Réseau hydrographique de Moivrons.

### Climat
Pour des articles plus généraux, voir Climat du Grand Est et Climat de Meurthe-et-Moselle.
En 2010, le climat de la commune est de type climat des marges montargnardes, selon une étude du Centre national de la recherche scientifique s'appuyant sur une série de données couvrant la période 1971-2000. En 2020, Météo-France publie une typologie des climats de la France métropolitaine dans laquelle la commune est exposée à un climat semi-continental et est dans la région climatique  Lorraine, plateau de Langres, Morvan, caractérisée par un hiver rude (1,5 °C), des vents modérés et des brouillards fréquents en automne et hiver. 
Pour la période 1971-2000, la température annuelle moyenne est de 9,7 °C, avec une amplitude thermique annuelle de 17,2 °C. Le cumul annuel moyen de précipitations est de 821 mm, avec 11,9 jours de précipitations en janvier et 9,1 jours en juillet. Pour la période 1991-2020, la température moyenne annuelle observée sur la station météorologique de Météo-France la plus proche, « Nancy-Essey », sur la commune de Tomblaine à 16 km à vol d'oiseau, est de 11,0 °C et le cumul annuel moyen de précipitations est de 746,3 mm. 
La température maximale relevée sur cette station est de 40,1 °C, atteinte le 24 juillet 2019 ; la température minimale est de −24,8 °C, atteinte le 21 février 1956,,. 
Les paramètres climatiques de la commune ont été estimés pour le milieu du siècle (2041-2070) selon différents scénarios d'émission de gaz à effet de serre à partir des nouvelles projections climatiques de référence DRIAS-2020. Ils sont consultables sur un site dédié publié par Météo-France en novembre 2022.

## Urbanisme

### Typologie
Au 1er janvier 2024, Moivrons est catégorisée commune rurale à habitat dispersé, selon la nouvelle grille communale de densité à sept niveaux définie par l'Insee en 2022.
Elle est située hors unité urbaine. Par ailleurs la commune fait partie de l'aire d'attraction de Nancy, dont elle est une commune de la couronne,. Cette aire, qui regroupe 353 communes, est catégorisée dans les aires de 200 000 à moins de 700 000 habitants,.

### Occupation des sols
L'occupation des sols de la commune, telle qu'elle ressort de la base de données européenne d’occupation biophysique des sols Corine Land Cover (CLC), est marquée par l'importance des territoires agricoles (73,9 % en 2018), une proportion sensiblement équivalente à celle de 1990 (73,8 %). La répartition détaillée en 2018 est la suivante : terres arables (41,4 %), cultures permanentes (17,6 %), forêts (17,6 %), zones agricoles hétérogènes (11,5 %), zones urbanisées (5,3 %), prairies (3,4 %), mines, décharges et chantiers (3,1 %). L'évolution de l’occupation des sols de la commune et de ses infrastructures peut être observée sur les différentes représentations cartographiques du territoire : la carte de Cassini (XVIIIe siècle), la carte d'état-major (1820-1866) et les cartes ou photos aériennes de l'IGN pour la période actuelle (1950 à aujourd'hui).

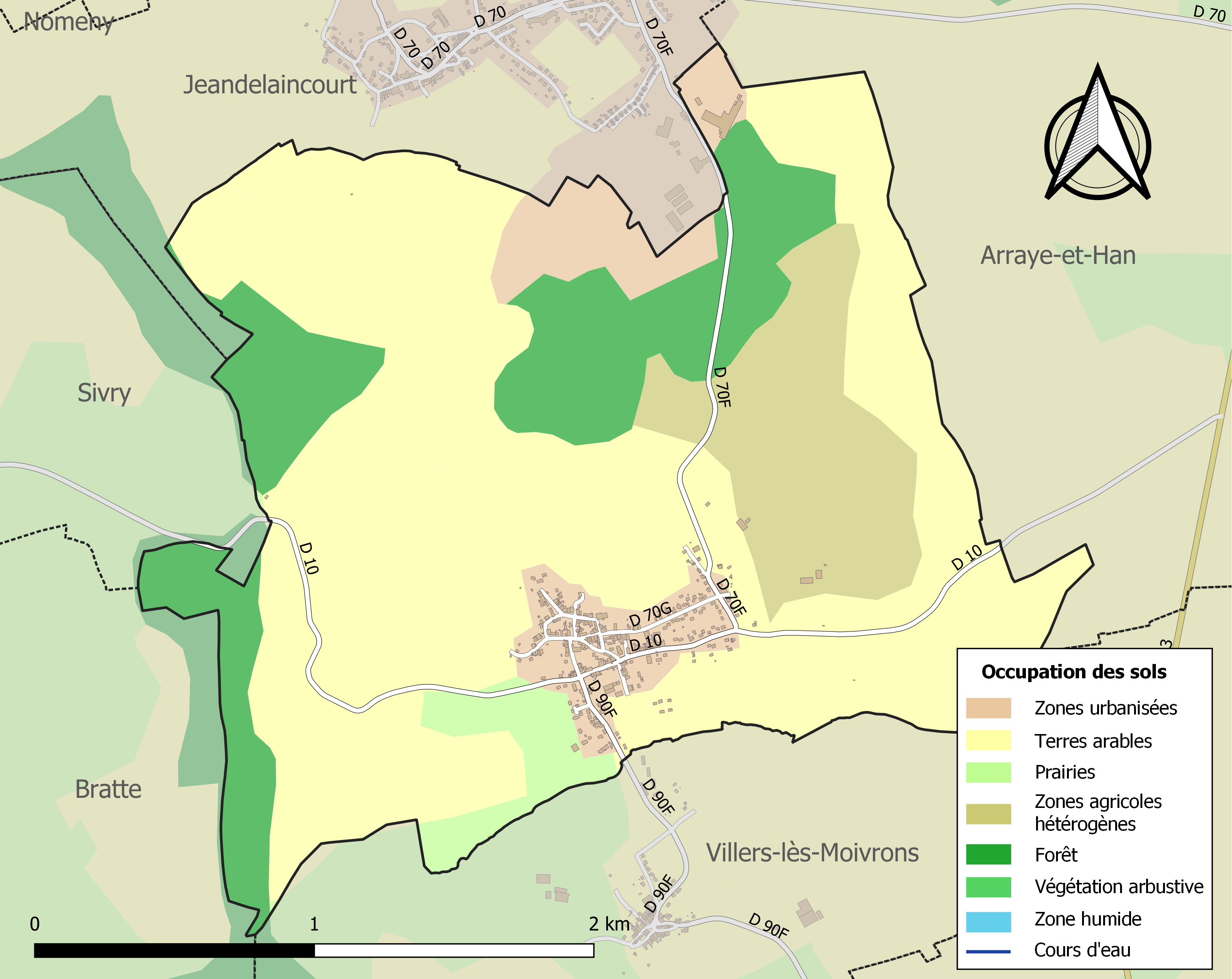
Carte des infrastructures et de l'occupation des sols de la commune en 2018 (CLC).

## Toponymie
Le nom de la localité est attesté sous les formes Mons Vironis in pago Scarponinse (757) ; Mauronias (875) ; Montevironis cum ecclesia (876) ; In Monte Virone nuncupata villa, ecclesia in honore sancti Gorgonii (914) ; Moyveron (1335) ; Moiverons (1345) ; Moiveron (1420) ; Moiweron (1427) ; Mouveron (1602) ; Moyeuveron (1642)	.

## Histoire
- Le document le plus ancien qui mentionne l’existence de ce village remonte à l’année 757. À cette époque, le village portait le nom de MONS-VIRONIS ou MONTEN-VIRONEM.
- C'est après que le nom du village a évolué. Sur la croix des pestiférés dans la forêt du jury-bois est mentionné MOWERON, associé à l’année 1633. Le nom actuel remonterait à 1739 avec une lettre en moins. C’est au début du XXe siècle que MOIVRONS gagna un « S ».
- Ancienne dépendance de l'abbaye de Gorze :
- En 875, le roi Louis II de Germanie confirma au monastère de Gorze une « villa » ici, que l´empereur Charles III le Gros répéta en 882 (Regesta Imperii I, 1517 + 1637).
- Village sinistré à 95 % en 1944.

## Politique et administration
| Période                                  | Période      | Identité            | Étiquette | Qualité                            |
| ---------------------------------------- | ------------ | ------------------- | --------- | ---------------------------------- |
| Les données manquantes sont à compléter. |              |                     |           |                                    |
| avant 1981                               | ?            | Rémy Guillaume      |           |                                    |
| mars 2008                                | En cours     | Henri Kusz          | FDG       |                                    |
| février 2018                             | juillet 2020 | Renaud Saint Mard   |           | Fonctionnaire de catégorie A       |
| juillet 2020                             | En cours     | Geoffrey Guillaume, |           | Ouvrier qualifié de type artisanal |

## Population et société

### Démographie
L'évolution du nombre d'habitants est connue à travers les recensements de la population effectués dans la commune depuis 1793. Pour les communes de moins de 10 000 habitants, une enquête de recensement portant sur toute la population est réalisée tous les cinq ans, les populations de référence des années intermédiaires étant quant à elles estimées par interpolation ou extrapolation. Pour la commune, le premier recensement exhaustif entrant dans le cadre du nouveau dispositif a été réalisé en 2004.

En 2022, la commune comptait 532 habitants, en évolution de +8,79 % par rapport à 2016 (Meurthe-et-Moselle : −0,13 %, France hors Mayotte : +2,11 %).
| 1793 | 1800 | 1806 | 1821 | 1831 | 1836 | 1841 | 1846 | 1851 |
| ---- | ---- | ---- | ---- | ---- | ---- | ---- | ---- | ---- |
| 424  | 462  | 459  | 485  | 449  | 499  | 481  | 498  | 514  |

| 1856 | 1861 | 1872 | 1876 | 1881 | 1886 | 1891 | 1896 | 1901 |
| ---- | ---- | ---- | ---- | ---- | ---- | ---- | ---- | ---- |
| 490  | 507  | 471  | 457  | 477  | 452  | 451  | 441  | 433  |

| 1906 | 1911 | 1921 | 1926 | 1931 | 1936 | 1946 | 1954 | 1962 |
| ---- | ---- | ---- | ---- | ---- | ---- | ---- | ---- | ---- |
| 466  | 402  | 366  | 414  | 420  | 338  | 278  | 262  | 312  |

| 1968 | 1975 | 1982 | 1990 | 1999 | 2004 | 2006 | 2009 | 2014 |
| ---- | ---- | ---- | ---- | ---- | ---- | ---- | ---- | ---- |
| 307  | 312  | 366  | 379  | 326  | 352  | 364  | 453  | 470  |

| 2019 | 2022 | - | - | - | - | - | - | - |
| ---- | ---- | - | - | - | - | - | - | - |
| 511  | 532  | - | - | - | - | - | - | - |

## Culture locale et patrimoine

### Lieux et monuments
- Vestiges d'un bâtiment carré gallo-romain (tour de guet ?).
- Superbe point de vue de la vallée de la Seille en haut du mont Saint-Jean.
- Église Saint-Gorgon, reconstruite après 1945.
- Présence d'une croix dite des Pestiférés dans le bois en direction de Jeandelaincourt.

### Personnalités liées à la commune
- Abbé Jean-Baptiste Voirnot (1844-1900), né à Moivrons, créateur de la ruche moderne.

### Héraldique
| Blason de Moivrons | Blason  | D'azur à saint Gorgon d'or à cheval armé de pied en cap, sur une terrasse du même; au chef d'argent chargé d'un tau de sable. |
| Blason de Moivrons | Détails | Le statut officiel du blason reste à déterminer.                                                                              |